# 沢田喜代則
沢田 喜代則（さわだ きよのり、1957年1月2日 - ）は、日本の経営者。ゲオ社長、会長を務めた。

## 来歴・人物
愛知県出身。1978年に愛知学院大学文学部を中退し、1989年1月にテープ堂(のちのゲオ)を設立し、社長に就任。1996年4月に専務を経て、2004年6月に再び社長に就任し、2007年6月から2011年12月までに会長を務めた。